# Federação Olímpica da Irlanda
A Federação Olímpica da Irlanda (em irlandês:  Cónaidhm Oilimpeach na hÉireann), conhecida anteriormente como Conselho Olímpico Irlandês (até 1952) e como Conselho Olímpico da Irlanda (até 2018) é o Comitê Olímpico Nacional (CON) da ilha da Irlanda. Os atletas da Irlanda do Norte têm a opção de participar sob seus auspícios ou na Equipe Olímpica da Grã-Bretanha. Sua declaração de missão é "gerenciar e melhorar o desempenho da Equipe da Irlanda nos Jogos Olímpicos enquanto desenvolve o Movimento Olímpico na Irlanda." Em 2018, ocorreu uma renomeação e passou a chamar-se Federação Olímpica da Irlanda.